# 1946 ve fotografii
Tento článek popisuje významné události roku 1946 ve fotografii.

## Události
- Finské fotografky Margit Ekmanová a Eila Marjala založily fotografické studio Kuvasiskot. Působilo nejdříve v Lahti, posléze v Helsinkách.

## Ocenění
- Pulitzer Prize for Photography – cena nebyla udělena.

## Významná výročí
- 1846 – M. V. Lobethal pořídil první autoportrét fotografa, který inzeroval papírové fotografie a zároveň to byl první snímek fotoateliéru v českých zemích.

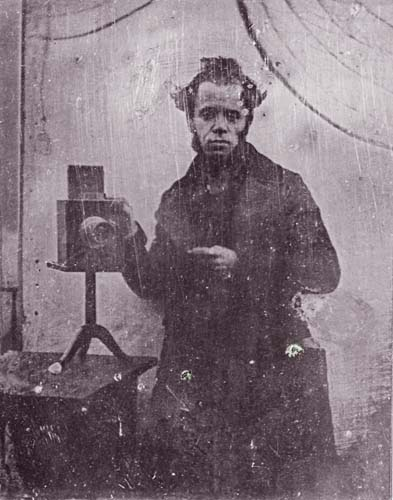
M. V. Lobethal, první autoportrét fotografa, který inzeroval papírové fotografie a zároveň první snímek fotoateliéru na českém území z roku 1846, sbírka Prácheňského muzea v Písku

### Sto let od narození
- 1846 14. ledna – Severin Nilsson, švédský malíř a fotograf († 24. listopadu 1918)
- 1846 9. února – Arthur Batut, francouzský fotograf († 19. ledna 1918)
- 1846 16. května – Ottomar Anschütz, německý fotograf a vynálezce († 30. května 1907)

## Narození v roce 1946
- 13. března – Yann Arthus-Bertrand, francouzský fotograf
- 15. března – John Gossage, americký fotograf
- 29. března – Bruce Weber, americký módní fotograf a filmař známý svou prací s módními značkami a časopisy
- 3. dubna – Michel Kempf, francouzský fotograf
- 7. dubna – Kenneth Gustavsson, švédský fotograf a zakladatel fotografické agentury († 21. prosince 2009)
- 17. dubna – Rudolf Sikora, slovenský malíř, kreslíř, grafik, fotograf, sochař a bývalý pedagog
- 3. května – Miroslav Myška, český fotograf
- 13. května – Petr Sirotek, 74, český fotograf a kameraman († 8. února 2021)
- 14. května – Vladislav Galgonek, český profesionální fotograf a fotoreportér
- 28. května – Alain Lacouchie, francouzský básník, ilustrátor a fotograf († 3. února 2023)
- 14. června – Martin H. M. Schreiber, česko-americký fotograf, nejznámější díky fotografiím žen, zvláště aktem Madonny pořízeným v roce 1979
- 16. června – Ronald A. Edmonds, americký fotoreportér, v roce 1982 získal Pulitzerovu cenu za reportáž o pokusu o atentát na prezidenta Ronalda Reagana († 31. května 2024)
- 11. července – Chris Killip, manský fotograf († 13. října 2020)
- 22. července – Eddie Kuligowski, francouzský fotograf († 15. ledna 2021)
- 26. července – Jeff Jacobson, americký fotograf († 9. srpna 2020)
- 3. srpna – Gered Mankowitz, anglický fotograf
- 4. srpna – Eli Reed, americký fotograf
- 11. září – Evan Freed, americký dvorní fotograf
- 29. září – Jeff Wall, kanadský fotograf
- 21. září – Hiroši Jamazaki, japonský fotograf, který ve svých dílech znázorňoval Slunce a moře († 5. června 2017)
- 23. září – Mary Street Alinderová, americká autorka a nezávislá badatelka specializující se na historii fotografie. Je nejznámější díky svým biografiím Ansela Adamse
- 13. října – Marie Kratochvílová, česká fotografka, umělecky aktivní zejména v 70. a 80. letech 20. století. Spolupracovala např. s Jiřím Valochem, Jiřím Hynkem Kocmanem či Daliborem Chatrným, podílela se na řadě brněnských uměleckých akcí, z nichž mnohé i dokumentovala.
- 16. října – Bruce Gilden, americký fotograf
- 2. listopadu – Šigeo Gočó, japonský fotograf († 2. června 1983)
- 4. listopadu – Robert Mapplethorpe, americký fotograf († 9. března 1989)
- 9. listopadu – Di ffrench, novozélandská umělkyně a fotografka († 25. května 1999)
- 8. prosince – Jacques Bourboulon, fotograf
- 11. prosince – Bořek Sousedík, český fotograf, pedagog a teoretik fotografie působící v Ostravě
- 29. prosince – Gilles Peress, francouzský fotograf
- ? – Masao Gózu, japonský fotograf a sochař, který pracuje v New Yorku a okolí
- ? – Kazujoši Nomači, japonský fotograf
- ? – Kohei Jošijuki, japonský fotograf, noční fotografie lidí při sexuálních aktivitách v japonských parcích († 29. ledna 2022)
- ? – Virginia Beahanová, americká fotografka, v roce 1993 získala Guggenheimovo stipendium
- ? – Jeffrey Silverthorne, americký fotograf († 4. června 2022)
- ? – Akinbode Akinbiyi, britský fotograf, spisovatel a kurátor nigerijského původu, který od 90. let žije v Berlíně
- ? – Miljenko Domijan, chorvatský historik umění, konzervátor, intelektuál a fotograf v oblasti ochrany chorvatského kulturního dědictví († 15. března 2025)

## Úmrtí v roce 1946
- 6. ledna – Adolf de Meyer, německý módní fotograf (* 3. září 1868)
- 7. ledna – Herman Hamnqvist, švédský dvorní fotograf (* 22. srpna 1865)
- 6. února – Ingeborg Motzfeldt Løchen, norská fotografka (* 26. srpna 1875)
- 13. února – Adeline Boutain, francouzská fotografka (* 11. dubna 1862)
- 21. února – Berend Zweers, nizozemský fotograf (* 8. září 1872)
- 10. března – Ivan Josypovyč Ivanec, ukrajinský umělec, redaktor, vydavatel a fotograf (* 9. ledna 1893)
- 25. března – Félix Luib, francouzský fotograf (* 5. července 1869)
- červen – Hermann Schieberth, rakouský fotograf (* 12. února 1876)
- 23. června – Thelma Kent, novozélandská fotografka (* 21. října 1899)
- 13. července – Alfred Stieglitz, americký fotograf (* 1864)
- 29. září – Rosó Fukuhara, japonský fotograf (16. ledna 1892)
- 17. října – Frédéric Boissonnas, švýcarský fotograf (* 18. června 1858)
- 24. listopadu – László Moholy-Nagy, maďarský malíř a fotograf (* 1895)
- ? – Emme Gerhard, americká fotografka jedna ze sester Gerhardových (* 1872)
- ? – Luigi Domenico Gismondi, italský fotograf aktivní v Bolívii (* 19. července 1872)
- ? – Imre von Santo, maďarský módní fotograf a ilustrátor, mezi válkami působil v Berlíně a Vídni (asi 1900 – asi 1946)
- ? – François Joncour, francouzský fotograf (* 1871)
- ? – Émile Fontaine, francouzský fotograf (* 1859)
- ? – Emilie V. Clarksonová, americká fotografka, její snímky se objevily v publikacích American Annual of Photography, American Amateur Photographer a Photographic Times. Alfred Stieglitz zařadil její práci do časopisu Camera Notes (* 31. ledna 1863 – 13. prosince 1946)